# Club sportif Mansourah Constantine (basket-ball)
Club sportif Mansourah Constantine (section Basket-ball), est l'une des nombreuses sections du Club sportif Mansourah Constantine, club omnisports algérien basé à Constantine.

## Palmarès
- Champion d'Algérie (1)
  - Champion : 2013
- Coupe d'Afrique des clubs champions
  - 5e : 2013

## Joueurs et personnalités du club

### Joueurs emblématiques
- Abdelhalim Kaouane